# Congreso Constituyente del Perú (1867)
El Congreso Constituyente del Perú de 1867 fue la séptima asamblea constituyente de la historia republicana peruana. Se instaló el 15 de febrero de 1867, y su principal labor fue discutir y sancionar una nueva carta magna, que fue la Constitución liberal de 1867, promulgada el 29 de agosto del mismo año. Proclamó también como Presidente Constitucional de la República al general Mariano Ignacio Prado, que estaba en el poder desde 1865. Entró en receso el 15 de noviembre de 1867.

## Contexto

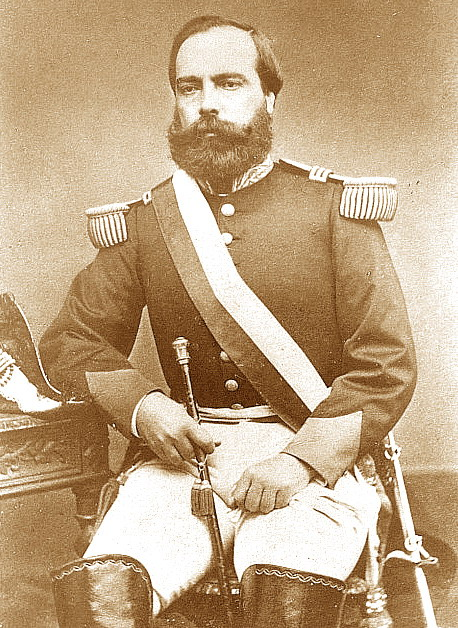
El presidente Mariano Ignacio Prado.

Terminada victoriosamente para el Perú la guerra con España de 1866, la dictadura del coronel Mariano Ignacio Prado dispuso el retorno al régimen democrático, pues las circunstancias de muy grave peligro que había atravesado la nación ya habían finalizado.
A tal efecto, Prado, por decreto del 28 de julio de 1866, convocó a elecciones para Presidente de la República (en las que él, sin apartarse del poder, postuló como candidato), así como para un Congreso Constituyente, el cual se encargaría de discutir y aprobar una nueva carta magna, que sustituiría a la Constitución moderada de 1860. Se recurría así a la manida fórmula de dar un nuevo texto constitucional, en vez de hacer reformas específicas al vigente.

## Instalación
Ante el Congreso Constituyente reunido el 15 de febrero de 1867, Prado se despojó del mando dictatorial. El Congreso lo nombró como Presidente Provisional, en espera de su ratificación como Presidente Constitucional, pues faltaba todavía examinar los resultados de las elecciones presidenciales. Asimismo, restituyó el Estatuto Provisorio del 27 de julio de 1855, mientras se dictaba la nueva Constitución.
La comisión que preparó el proyecto constitucional estuvo integrada por José María Químper, Francisco García Calderón, Modesto Macedo, Manuel María Rivas, Manuel Pérez, Francisco Laso, Juan Luna y Fernando Casós.

## Labor congresal
El Congreso Constituyente de 1867 fue similar a la Convención Nacional de 1855, la misma que dio la Constitución liberal de 1856. Al igual que su antecesora, predominó en su seno el pensamiento liberal y el empeño en potenciar las prerrogativas del Poder Legislativo, con desmedro de las atribuciones del Poder Ejecutivo. Cuando el Congreso aprobó un voto de censura contra el ministerio Tiberiópolis (llamado así porque el ministro de Justicia e Instrucción, monseñor Pedro José Tordoya, era obispo in partibus de Tiberiápolis) y los ministros dimitieron y el presidente Prado se negó a aceptar la renuncia, el Congreso aprobó una ley que prohibía al Presidente despachar con ministros censurados. Dicha ley fue elevada a la categoría de precepto en la nueva Constitución.
La nueva Constitución fue promulgada el 29 de agosto de 1867. Dos días después, el 31 de agosto, Prado fue proclamado por el Congreso como Presidente Constitucional de la República. Pero su gobierno y la nueva Constitución tendrían duración efímera.
En cuanto al Congreso, entró en receso el 15 de noviembre de 1867, de acuerdo a un artículo transitorio de la misma Constitución que había sancionado.

## La Constitución liberal de 1867
La Constitución de 1867 fue una segunda edición de la Constitución de 1856, es decir, de inspiración liberal, aunque más avanzada. Potenció las prerrogativas del Poder Legislativo, con desmedro de las atribuciones del Poder Ejecutivo. Suprimió el cargo de Vicepresidente; en caso de vacancia de la Presidencia de la República, debía asumir el presidente del Consejo de Ministros. Estableció el unicameralismo o sistema de cámara única en el parlamento.
Sin embargo, esta carta política no fue bien recibida por la opinión pública, contraria mayoritariamente al liberalismo. Estalló una revolución que alzó la bandera de la defensa de la Constitución moderada de 1860, y que tuvo como núcleos las ciudades de Arequipa y Chiclayo. A la cabeza de su ejército, Prado marchó hacia Arequipa, pero tras dos intentos fracasados de asaltar dicha ciudad, retornó a Lima y renunció al poder. El nuevo gobierno derogó la Constitución de 1867 y restituyó la de 1860.